# NN-229
La carretera NN-229 es una vía departamental secundaria localizada en el departamento de Chinandega, en el occidente de Nicaragua. Tiene una longitud de aproximadamente 8.23 kilómetros y conecta la ciudad de El Viejo con la comunidad de El Congo. La vía fue habilitada en el año 2012 como parte del proyecto de desarrollo rural impulsado por el MTI.

## Trazado y cruces
La siguiente tabla presenta el trazado de la carretera NN‑229, incluyendo sus principales localidades y conexiones:
| km   | Localidad | Departamento | Conexión / Ruta |
| ---- | --------- | ------------ | --------------- |
| 0.0  | El Viejo  | Chinandega   | NN 228          |
| 8.23 | El Congo  | Chinandega   |                 |

## Coordenadas
Uno de los tramos de la NN‑229 puede ser encontrado en las coordenadas: 13°33′03″N 87°29′22″O / 13.5508, -87.4895